# Iron & Wine
Сэмюэл Бим (Samuel Beam, род. 26 июля 1974) — американский инди-фолк-музыкант, певец и автор песен, более известный под сценическим псевдонимом Iron & Wine (последний применяется и по отношению к составу музыкантов, с которыми он гастролирует). Бим выпустил 5 студийных альбомов, третий из которых, The Shepherd's Dog, поднялся до #24 в Billboard 200. Четвёртый альбом Kiss Each Other Clean вышел 25 января 2011 года и получил высокие оценки музыкальных критиков.

## Биография
Сэмюэл Бим родился и вырос на юге Калифорнии; он обучался — сначала в Virginia Commonwealth University в Ричмонде, затем в школе кинематографии при Университете штат Флорида. Псевдоним «Железо и вино» он взял в честь пищевой добавки «Beef, Iron & Wine», название которой встретил, работая в качестве осветителя над одним из фильмов в штате Джорджия в 1998 году.

## Дискография

### Альбомы
| Год  | Студийные альбомы                              | US                             | UK                             | Примечания                                    |
| ---- | ---------------------------------------------- | ------------------------------ | ------------------------------ | --------------------------------------------- |
| 2002 | The Creek Drank the Cradle                     | —                              | —                              |                                               |
| 2004 | Our Endless Numbered Days                      | 158                            | —                              |                                               |
| 2007 | The Shepherd’s Dog                             | 24                             | 74                             |                                               |
| 2011 | Kiss Each Other Clean                          | 6                              | 32                             | Вышел 25 января 2011.                         |
| 2013 | Ghost on Ghost                                 | 26                             | 40                             | Вышел 16 апреля 2013.                         |
| 2015 | Sing into My Mouth (совместно с Ben Bridwell)  | 116                            | —                              |                                               |
| 2016 | Love Letter for Fire (совместно с Джеской Хуп) | 173                            | —                              |                                               |
| 2017 | Beast Epic                                     | 44                             | 60                             |                                               |
| 2019 | Years to Burn (совместно с Calexico)           | —                              | —                              |                                               |
| 2024 | Light Verse                                    | —                              | —                              |                                               |
| Год  | Сборники                                       | US                             | US                             | Примечания                                    |
| 2009 | Around the Well                                | 25                             | 25                             | Сборник би-сайдов и редких записей            |
| 2015 | Archive Series Volume No. 1                    | —                              | —                              | Прежде не издававшиеся ранние домашние записи |
| 2017 | Archive Series Volume No. 3                    | —                              | —                              | 7" сингл каверов                              |
| Год  | Концертные альбомы                             | Концертные альбомы             | Концертные альбомы             | Концертные альбомы                            |
| 2005 | Iron & Wine Live Bonnaroo                      | Iron & Wine Live Bonnaroo      | Iron & Wine Live Bonnaroo      | Iron & Wine Live Bonnaroo                     |
| 2009 | Norfolk 6/20/05                                | Norfolk 6/20/05                | Norfolk 6/20/05                | Norfolk 6/20/05                               |
| 2011 | Morning Becomes Eclectic                       | Morning Becomes Eclectic       | Morning Becomes Eclectic       | Morning Becomes Eclectic                      |
| 2019 | Live at Third Man Records                      | Live at Third Man Records      | Live at Third Man Records      | Live at Third Man Records                     |
| 2023 | Who Can See Forever Soundtrack                 | Who Can See Forever Soundtrack | Who Can See Forever Soundtrack | Who Can See Forever Soundtrack                |
| Год  | EPs                                            | US                             | UK                             | Примечания                                    |
| 2002 | Iron & Wine Tour EP                            | —                              | —                              |                                               |
| 2003 | The Sea & The Rhythm                           | —                              | —                              |                                               |
| 2004 | Iron & Wine iTunes Exclusive EP                | —                              | —                              | iTunes only                                   |
| 2005 | Woman King                                     | 128                            | —                              |                                               |
| 2005 | In the Reins (совместно с Calexico)            | 135                            | —                              |                                               |
| 2006 | Live Session (iTunes Exclusive)                | —                              | —                              | iTunes only                                   |
| 2006 | Live at Lollapalooza 2006                      | —                              | —                              | iTunes only                                   |
| 2018 | Weed Garden                                    | —                              | —                              |                                               |

### Синглы
- «Call Your Boys» b/w «Dearest Forsaken» (Sub Pop Singles Club CD + Clear 7" Vinyl) (2002)
- «No Moon» b/w «Sinning Hands» (7", виниловый бонус-сингл, вышел с первым тиражом Our Endless Numbered Days) (2004)
- «Passing Afternoon» (CD) (2004)
- «The Trapeze Swinger» (iTunes) (2005)
- «Such Great Heights EP» (CD, только в Великобритании) (2006)
- «Arms of a Thief / Serpent Charmer» (2007)
- «Boy with a Coin» (CD, 10" EP) (2007)
- «Dark Eyes» (совместно с Calexico) (2007)
- «Lovesong of the Buzzard» (CD, 10") (2008)
- «Flightless Bird, American Mouth» (iTunes) (2008)
- «Love Vigilantes» (2009)
- «Walking Far from Home» (2010)
- «Me And Lazarus» (2011)
- «Tree by the River» (2011)
- «Two Sides Of George» (2012)
- «Next To Paradise» b/w «Dirty Dream» (2013)
- «Grace For Saints And Ramblers» (2013)
- «Time After Time» (2016)
- «Call It Dreaming» (2017)
- «Bitter Truth» (2017)
- «Song in Stone» (2017)